# Hyères-Toulon Var Basket
Lo Hyères-Toulon Var Basket è una società cestistica avente sede a Hyères e Tolone, in Francia. Fondata nel 1990, gioca nel campionato francese.
Disputa le partite interne nel Palais des sports Jauréguiberry di Tolone, che ha una capacità di 4.700 spettatori.

## Cestisti
- Terence Dials 2012-2013
- Nianta Diarra 2013-2014